# Municipio de Tetela del Volcán
El municipio de Tetela del Volcán es uno de los 36 municipios en que se encuentra dividido para su régimen interior el estado mexicano de Morelos, se ubica en su extremo noreste y en las faldas del volcán Popocatépetl, del cual recibe su apelativo.
El 19 de diciembre de 2017 se publicó un decreto del Congreso de Morelos que segrega de su territorio el nuevo municipio de Hueyapan. Por lo que la información del presente artículo no refleja aún dichos cambios.
Hueyapan se separó oficialmente el 1 de enero del 2019 después del proceso de delimitación territorial.

## Geografía
Tetela del Volcán se encuentra localizada en el extremo noreste del territorio de Morelos y es limítrofe con los estados de México y Puebla, el vértice de este límite es la cima del Popocatépetl que es, por tanto, el punto más elevado de la zona, las coordenadas geográficas extremas del municipio son 18° 49' - 19° 01' de latitud norte y 98° 37' - 98° 47' de longitud oeste, la altitud varía de los 1700 a los 5000 metros sobre el nivel del mar. La extensión territorial total es de 98.5 kilómetros cuadrados.
Limita al oeste con el municipio de Ocuituco y al sur con el municipio de Zacualpan de Amilpas, al norte con el municipio de Ecatzingo y el municipio de Atlautla del Estado de México, y al este con el municipio de Tochimilco y con el municipio de Atzitzihuacán del estado de Puebla.

### Orografía e hidrografía

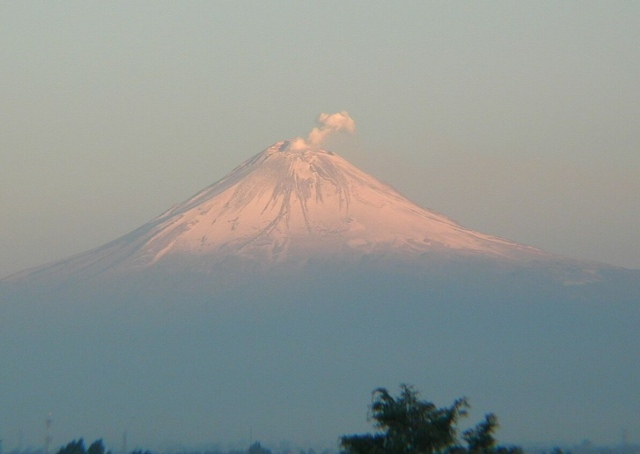
Popocatépetl

La orografía de Tetela del Volcán se encuentra completamente dominada por la elevación del volcán Popocatépetl que alcanza 5 500 metros sobre el nivel del mar y que constituye no solo el punto más elevado del estado de Morelos, sino el segundo más elevado de México siendo superado únicamente por el Pico de Orizaba, todo el territorio está constituido por sus faldas, entre las que destacan como accidentes varias barracas, la zona más baja del municipio se encuentra a 1 700 metros. Fisiográficamente todo el municipio pertenece a la Provincia fisiográfica X Eje Neovolcánico y a la Subprovincia fisiográfica 57 Lagos y volcanes de Anáhuac.
La principal corriente del municipio es el río Amatzinac que desde los glaciares del Popocatépetl desciende a través de la barranca del mismo nombre y cruza el municipio, su corriente tiene su origen en el deshielo de las nieves perpetuas del volcán y destaca por tener un caudal permanente todo el año; en la misma zona del Popocatépetl tiene además su fuente el río Cuautla, que igualmente desde el deshielo de la nieve del volcán desciende hacia el valle siendo uno de los principales ríos del oriente del estado de Morelos. Todo el territorio de Tetela del Volcán pertenece a la Región hidrológica Balsas pero a dos diferentes cuencas, la zona occidente a la Cuenca del río Grande de Amacuzac y la parte oriente a la Cuenca del río Atoyac.

### Clima y ecosistemas

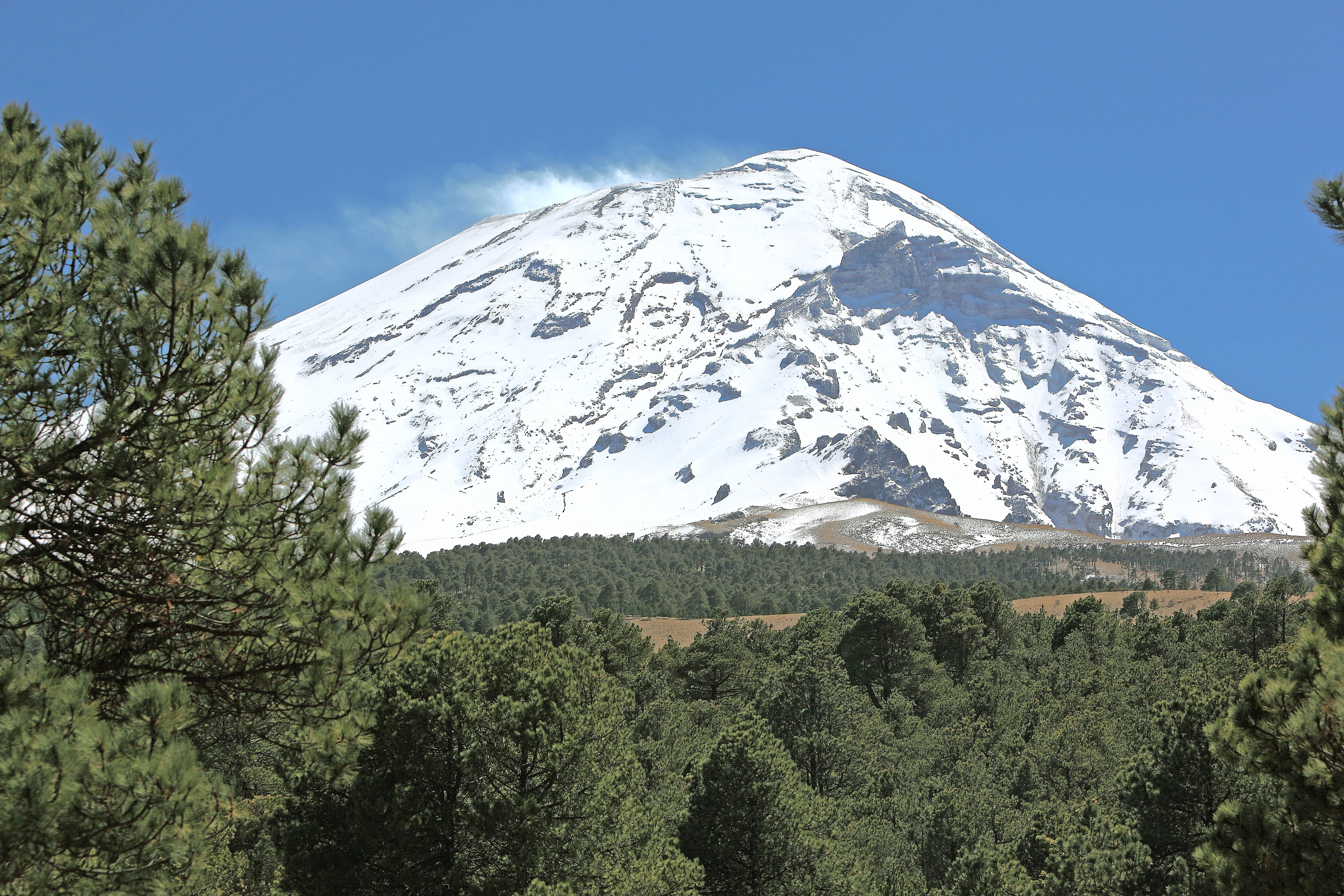
Bosques en las faldas del Popocatépetl

En Tetela de Volcán se registran cuatro diferentes tipos de clima que son determinados por la altitud, por tanto sus zonas de influencia descienden en sentido norte-sur desde la cima del Popocatépetl, área cubierta por nieves perpetuas y donde el clima se encuentra catalogado como Frío de altura con marcado invierno, la siguiente zona registra clima Semifrío subhúmedo con lluvias en verano y en la zona de altitud media del municipio el clima es Templado subhúmedo con lluvias en verano, finalmente en el extremo sur podemos localizar clima Semicálido subhúmedo con lluvias en verano; la temperatura medial anual sigue exactamente el mismo patrón, en la cima del Popocatépetl la temperatura es de 0 a 4 °C, siguiendo en sentido de descenso de 4 a 6 °C, de 6 a 8 °C, de 8 a 10 °C, de 10 a 12 °C, de 12 a 14 °C y de 14 a 16 °C, en la zona central se encuentra el rango de 16 a 18 °C que es la territorialmente más extensa, finalmente en la zona más al sur el rango de 18 a 20 °C; aproximadamente la mitad norte del municipio tiene una precipitación promedio anual de 1200 a 1500 mm, la siguiente zona hacia el sur de 1000 a 1200 mm y una pequeña sección del extremo sur inferior a los 1000 mm, que comprende el resto del estado de Morelos.
El municipio se encuentra cubierto en su mayor parte por bosque de pino y de encino, con excepción de la zona más elevada del Popocatépetl donde se encuentran pastizales y la cima cubierta por nieves perpetuas, la zona más baja del municipio se encuentra dedicada a la agricultura; la fauna está constituida por venado cola blanca, mapache, zorrillos, ardillas, ratón de los volcanes, puma, codorniz moctezuma, gallinita de monte, paloma bellotera, urraca azul, jilguero, mulato floricano, primavera roja, víbora de cascabel y víbora ratonera, ranas, y lagartijas.

## Demografía
De acuerdo a los resultados del Conteo de Población y Vivienda realizado en 2005 por el Instituto Nacional de Estadística y Geografía, la población total del municipio de Tetela del Volcán es de 17 255 habitantes, de las cuales 8 212 son hombres y 9 043 son mujeres; por tanto el porcentaje de población masculina es del 47.6%, la tasa de crecimiento poblacional anual de 2000 a 2005 ha sido del 0.9%, la población menor de 15 años de edad equivale al 38.0, mientras que entre esa edad y los 64 años se encuentra el 56.0% restante, el 87.3% de la población reside en localidades de más de 2 500 habitantes y 11.7% de los pobladores mayores de cinco años de edad son hablantes de alguna lengua indígena.

### Grupos étnicos
El 11.7% de la población mayor de cinco años de edad de Tetela del Volcán es hablante de alguna lengua indígena, en 2005 este porcentaje equivalía a un total de 1 760 personas, de los cuales 841 son hombres y 919 son mujeres, 1 687 son bilingües al español, 3 hablan únicamente su lengua materna y 70 no especifican condición de bilingüismo.

Principales localidades

Del total de hablantes indígenas en el municipio de Tetela del Volcán, 1 637 son hablantes de náhuatl, las restantes lenguas son habladas por un mínimo de pobladores, entre ellos, 8 de idioma mazahua, 2 de lenguas zapotecas, 1 de lenguas mixtecas, 1 de idioma maya, 1 de idioma purépecha y 1 de otra lengua indígena sin especificar, existen además 109 personas que no especifican cual es su lengua indígena.

### Localidades
En el censo de 2020 el municipio de Tetela del Volcán contaba con 21 localidades.
| Código INEGI    | Localidad             | Población (2020) |
| --------------- | --------------------- | ---------------- |
| 170220001       | Tetela del Volcán     | 12 162           |
| 170220003       | Tlalmimilulpan        | 1 965            |
| 170220005       | Lomas Lindas          | 193              |
| 170220023       | Tlalamayocan          | 158              |
| 170220055       | El Encinal            | 108              |
| 170220017       | Zacapechpa            | 84               |
| 170220037       | Cacapola              | 54               |
| 170220022       | Tecla                 | 32               |
| 170220012       | El Malinal            | 29               |
| 170220044       | El Espinal            | 21               |
| 170220015       | San Miguel            | 17               |
| 170220061       | Huacaltepoxco         | 7                |
| 170220053       | Potrero de León       | 5                |
| 170220038       | El Calabazo           | 4                |
| 170220049       | San Sebastián         | 4                |
| 170220019       | Paluca                | 3                |
| 170220021       | Los Rodríguez         | 2                |
| 170220046       | Potrero de los Bueyes | 2                |
| 170220018       | El Capulín            | 1                |
| 170220020       | Potrero del Frijol    | 1                |
| 170220048       | San Pablo             | 1                |
| Total municipal | Total municipal       | 14 853           |

## Política
El municipio de Tetela del Volcán fue creado según decreto del Congreso de Morelos el 31 de enero de 1937, por su principal promotor, gestor y primer presidente municipal constitucional: Don Margarito de la Torre Anzúrez; que, hasta ese año su territorio dejaría de pertenecer al municipio de Ocuituco. El gobierno del municipio le corresponde al ayuntamiento que se integra por el presidente municipal, el síndico procurador y el cabildo formado por tres regidores, uno electo por el principio de mayoría relativa y dos por el de representación proporcional. Todos son electos por un periodo de tres años no renovable para el periodo inmediato pero si de forma no continua mediante voto popular universal, directo y secreto, entran a ejercer su cargo el día 1 de noviembre del año siguiente a su elección.

### Subdivisión administrativa
El municipio de Tetela del Volcán se divide para su régimen interior en tres ayudantías: Hueyapan, Xochicalco y Tlalmimilulpan.

### Representación legislativa
Para la elección de Diputados locales al Congreso de Morelos y de Diputados federales al Congreso de la Unión, Tetela del Volcán se encuentra integrado en los siguientes distritos electorales:
Local:
- Distrito electoral local 4 de Morelos con cabecera en Yecapixtla.[20]

Federal:
- Distrito electoral federal 5 de Morelos con cabecera en Yautepec de Zaragoza.[21]

### Presidentes municipales
- (1994 - 1997):  Leopoldo Mendoza Lavín
- (1997 - 2000):  Leoncio Pérez Jiménez
- (2000 - 2003):  Antonio López Mendoza
- (2003 - 2006):  Jorge Lozada Martínez
- (2006 - 2009):  Mario Soberanes Pérez
- (2009 - 2012):  Jorge Hernández Mendieta
- (2012 - 2015):  Javier Montes Rosales
- (2015 - 2018):  Ana Bertha Haro Sánchez
- (2018  - 2021):  Israel González Pérez
- (2021  - 2024):  Luis Antonio Martínez Álvarez